# Rajmund Ambroziak
Rajmund Ambroziak (ur. 23 stycznia 1932 w Łodzi, zm. 20 maja 1996, tamże) – polski pianista, kameralista, akompaniator, dyrygent, profesor Akademii Muzycznej w Łodzi, dyrektor i kierownik artystyczny Teatru Muzycznego w Łodzi.

## Życiorys
Ambroziak rozpoczął naukę gry na fortepianie podczas II wojny światowej, będąc uczniem Antoniego Dobkiewicza. Po II wojnie światowej uczył się w Państwowym Gimnazjum i Liceum im. Gabriela Narutowicza w Łodzi. W 1951 ukończył naukę w Państwowej Szkole Muzycznej u A. Dobkiewicza, następnie w Państwowej Wyższej Szkole Muzycznej w klasie fortepianu w klasie Marii Wiłkomirskiej oraz w klasie kameralistyki u Kiejstuta Bacewicza, uzyskując dyplom w obu klasach w 1958, dodatkowo w 1962 uzyskał dyplom ze śpiewu.
Rozpoczął pracę jako pedagog, pracując w latach 1953–1955 w Społecznym Ognisku Artystycznym w Łodzi, gdzie uczył gry na fortepianie, akompaniamentu oraz przedmiotów teoretycznych. Następnie uczył w Państwowej Szkole Muzycznej I stopnia (1959–1961) i II stopnia (1957–1980). Od 1955 uczył w Państwowej Wyższej Szkole Muzycznej w Łodzi, w latach 1972–1981 był prodziekanem, a następnie również dziekanem Wydziału Wokalno-Aktorskiego. Ponadto był kierownikiem Katedry Wokalistyki oraz Kameralistyki. W 1988 uzyskał tytuł profesora nadzwyczajnego, a w 1993 zwyczajnego.
Był Członkiem Rady Społecznej Wyższych Uczelni Artystycznych przy WRN miasta Łodzi. Był dyrektorem i kierownikiem artystycznym Teatru Muzycznego w Łodzi oraz dyrygentem do roku 1990.

### Działalność artystyczna
Ambroziak początkowo podczas studiów występował jako solista. Z czasem również został kameralistą i akompaniatorem – stale współpracował z: Teresą Żylis-Garą, Delfiną Ambroziak, Zdzisławą Donat, Teresą Wojtaszek-Kubiak, Zdzisławem Krzywickim, Andrzejem Saciukiem, Kazimierzem Kowalskim, Romualdem Tesarowiczem, z którymi występował zarówno w Polsce, jak i w Niemczech, Francji, Belgii, Holandii, Szwajcarii, Austrii, Hiszpanii i ZSRR. Dokonał kilkudziesięciu nagrań dla Polskiego Radia z wieloma śpiewakami.
Jako akompaniator był współautorem sukcesów artystów na międzynarodowych konkursach, w tym m.in.: Teresy Żylis-Gary w Monachium (1960), Zdzisławy Donat i Zdzisława Krzywickiego w Tuluzie (1967), Heleny Łazarskiej w s’Hertogenbosch (1965), Stefanii Toczyskiej w Paryżu (1972).

### Życie prywatne
Jego żoną była śpiewaczka operowa – Delfina Ambroziak. Para rozwiodła się w 1967.

## Upamiętnienie
Po jego śmierci Akademia Muzyczna w Łodzi wydała płytę „Rajmund Ambroziak In Memoriam”.

## Nagrody
- Nagroda Miasta Łodzi (1983) za działalność artystyczną w dziedzinie upowszechniania kultury muzycznej[7],
- Nagrody I i III stopnia Ministra Kultury i Sztuki[3].

## Odznaczenia
- Krzyż Oficerski Orderu Odrodzenia Polski,
- Krzyż Kawalerski Orderu Odrodzenia Polski,
- Srebrny Krzyż Zasługi,
- Odznaka „Zasłużony Działacz Kultury”[3].